# Disforija spola
Disforija spola ali motnja spolne identitete (MSI) je disforija (stiska) oseb zaradi neskladja biološkega spola in družbenega spola, dodeljenih ob rojstvu. Obstajajo dokazi, ki kažejo, da ljudje, ki se identificirajo z drugačnim družbenim spolom od tistega, ki jim je bil dodeljen ob rojstvu, to izražajo ne samo zaradi psiholoških ali vedenjskih vzrokov, ampak tudi tistih bioloških, ki so povezani z njihovo genetiko ali izpostavljenostjo hormonom pred rojstvom.
Ocene razširjenosti disforije spola ali MSI se gibajo med spodnjo mejo 1 : 2000 (ali okoli 0.05 %) na Nizozemskem in v Belgiji do 0,5 % odraslih v Massachusettsu in 1,2 % dijakov Nove Zelandije. Te številke temeljijo na tistih, ki se identificirajo kot transspolni. Ocenjuje se, da bi na podlagi trenutnih diagnostičnih kriterijih približno 0,005–0,014 % moških in 0,002–0,003 % žensk bilo diagnosticiranih z disforijo spola. Raziskave kažejo, da so ljudje, ki tranzitirajo v odraslosti, do trikrat verjetneje bili ob rojstvu določeni za moške, vendar pa je razmerje tranzicije v otroštvu blizu 1 : 1.
MSI je kot motnja opredeljena s strani ICD-10 CM in DSM-5 (imenovana disforija spola). Nekaj transspolnih ljudi in raziskovalcev podpira deklasifikacijo MSI, saj menijo, da diagnoza prikazuje, kakor da je varianca spola bolezensko stanje, krepi binarni model spola in lahko povzroči stigmatizacijo transspolnih oseb. Uradna prerazvrstitev disforije spola v DSM-5 bi lahko pomagala rešiti nekatere izmed teh težav, kajti izraz disforija spola velja le za nezadovoljstvo, ki ga nekatere osebe doživljajo kot posledico problemov s spolno identiteto. Ameriško psihiatrično združenje, založnik DSM-5, navaja, "da neskladje med družbenim in biološkim spolom samo po sebi ni duševna motnja. Kritični element disforije spola je prisotnost klinično pomembne stiske, povezane s tem stanjem."
Trenutni glavni psihiatrični pristopi za zdravljenje oseb z diagnozo MSI so psihoterapija ali podpora posamezniku pri izbranem spolu s hormonsko terapijo, z izražanjem spola in s spolno vlogo ali pa z operacijo.